# Emil Boc
Emil Boc (Mărgău, 6 settembre 1966) è un politico e avvocato rumeno.

## Biografia
Laureato nel 1991 in lettere e filosofia all'Università Babeș-Bolyai di Cluj-Napoca e nel 1995 in giurisprudenza, è iscritto dal 1996 all'ordine degli avvocati del capoluogo transilvano. Ha ottenuto il Dottorato nel 2000. Oltre all'attività politica, è docente universitario alla Facoltà di Scienze politiche.
Leader del Partito Democratico Liberale, dopo le elezioni parlamentari del 2008 il seguente 15 dicembre è stato designato Primo ministro della Romania dal presidente Traian Băsescu formando un governo assieme ai socialdemocratici. Il Parlamento ha ratificato la nomina il 22 dicembre.
Il governo di Boc ha subito poi una sfiducia dal parlamento il 13 ottobre 2009 dopo una mozione presentata dai liberali del PNL e dalla rappresentanza della minoranza magiara di Romania l'UDMR dopo che la coalizione di governo, nei primi mesi di ottobre, s'è sciolta coi socialdemocratici che hanno anche a loro volta votato a favore della mozione. Infatti, su proposta dello stesso Boc, Băsescu ha ratificato il 1º ottobre la revoca dell'incarico di ministro degli interni a Dan Nica, per motivi di un continuo aumento della delinquenza e dell'insicurezza nel paese, provocando l'abbandono del governo da parte di tutti i ministri del PSD che hanno interpretato questa mossa come un abuso di potere del presidente Băsescu e del vicino partito PD-L di Boc per poter controllare le elezioni presidenziali del seguente 22 novembre.
Nel gennaio del 2012 dopo misure di austerità fatte dal governo per fronteggiare la violenta crisi che ha colpito l'Europa, la Romania vede l'accendersi di forti contestazioni di piazza con la conseguente, durante una riunione di gabinetto ed all'indomani dell'incontro tra Fondo Monetario Internazionale ed Unione europea, dimissione da Primo Ministro. Assieme alle sue dimissioni ha dichiarato che più che per i risultati economici, che stanno iniziando a dargli ragione, la rinuncia dal suo mandato è stata fatta per disinnescare la tensione politica e sociale che s'era creata nel Paese con l'augurio che al più presto si crei un nuovo esecutivo.
Dal 2004 al 2009 è stato sindaco di Cluj-Napoca e riconfermato il 12 giugno 2012

## Pubblicazioni
- Separaţia puterilor în stat, Cluj, Tipografia Universitaria Clujeană, 2000.
- Instituţii politice şi proceduri constituţionale în România, Cluj, Casa Editrice Accent, 2003; seconda edizione, Cluj, Casa Editrice Accent, 2005.
- Drepturile omului şi libertăţile publice, Cluj, Casa Editrice Accent, 2003